# Залесов, Николай Гаврилович
Николай Гаврилович Залесов (25 мая 1828—18 января 1896) — русский генерал от инфантерии, военный писатель, участник Среднеазиатских походов и Крымской войны.

## Биография
Родился в 1828 г. в Оренбурге, учился в Неплюевском Оренбургском кадетском корпусе, из которого 28 марта 1848 г. выпущен прапорщиком в Оренбургский линейный № 3 батальон; в 1852 г. окончил Императорскую военную академию по первому разряду и в 1853 г., с началом Восточной войны, был командирован в штаб Южной армии; за отличие при осаде Силистрии в 1854 г. Залесов был награждён орденом св. Анны 3-й степени с мечами. Когда Крымская кампания сосредоточилась на геройской обороне Севастополя, Залесов служил в управлении генерал-квартирмейстера южной армии. В 1856 г. Залесов в качестве офицера генерального штаба был назначен на службу в Отдельный Оренбургский корпус; в 1858 г. находился в составе миссии Игнатьева в Хиву и Бухару. Произведённый в 1864 г. в полковники, Залесов, с введением военно-окружной системы, был назначен в 1865 г. помощником начальника штаба Оренбургского военного округа, 20 апреля 1869 г. произведён в генерал-майоры и в 1870 г. награждён орденом св. Станислава 1-й степени и в 1873 г. назначен командиром 2-й бригады 7-й пехотной дивизии. Командирован по Высочайшему повелению в Финляндию для выработки организации обороны Балтийского побережья и стратегического изучения страны. В 1875 г. он был прикомандирован к Главному штабу для занятий в военно-учёном комитете; в 1876 г. получил орден св. Анны 1-й степени и с 1876 по 1888 гг. командовал 27-й пехотной дивизией, 30 августа 1878 г. произведён в генерал-лейтенанты, в 1881 был удостоен Ордена Святого Владимира 2-й степени, а в 1884 г. — Ордена Белого Орла; с 1888 по 1892 г. был командиром 17-го армейского корпуса, а затем был назначен членом Военного совета. Был кавалером ордена св. Александра Невского с бриллиантовыми знаками.
Умер в Санкт-Петербурге, похоронен в Александро-Невской лавре. С датой смерти имеются расхождения: в некоторых источниках ошибочно указывается 1895 год, также часто говорится что он умер 23 февраля. Согласно некрологу, помещённому в газете «Новое Время», Залесов скончался 22 февраля 1896 года.

## Публицистические труды
Залесов известен своими военно-литературными трудами. Он издал «Полевую памятную книжку» (1872) и напечатал много статей в «Военном сборнике» и «Русском инвалиде».
Наиболее значительные статьи:
- «Посольство в Хиву капитана Никифорова в 1841 г.» («Военный сборник», 1861, № 11);
- «Посольство в Хиву подполковника Данилевского в 1742 г.» («Военный сборник», 1866, № 5);
- «Очерк дипломатических сношений с Бухарой» («Военный сборник», 1862, № 9);
- «Воспоминания о А. П. Карцеве» («Русский инвалид», 1875, № 65);
- «Бой под Ольтеницей 23 окт. 1853 г.» («Военный сборник», 1894).

В 1903—1905 гг. в «Русской старине» напечатаны записки Залесова, представляющие исключительной важности материал для изучения русской военной среды 1860—1880 гг. и содержащие откровенные характеристики князя А. И. Барятинского, Д. А. Милютина, П. С. Ванновского, П. П. Альбединского, Э. И. Тотлебена, М. Д. Скобелева, М. И. Драгомирова и др. Эти записки, по цензурным условиям, появились далеко не в полном виде.

## Семья
Был женат, трое детей. Внук — К. В. Апухтин (сын дочери Варвары) — офицер, участник Белого движения, во время Второй мировой войны — представитель Русского корпуса в Югославии.